# Kümmeltürke
Der Ausdruck Kümmeltürke stammt aus der Studentensprache des ausgehenden 18. Jahrhunderts und bezeichnete ursprünglich einen Studenten, der aus der näheren Umgebung seiner Universität stammt. Heute wird der Begriff vor allem als rassistische Beleidigung verwendet.

## Historische Bedeutung
Im Jahre 1781 und dem weiteren ausgehenden 18. Jahrhundert bezeichneten die Studenten der Universität Halle in ihrer damaligen Studentensprache Kommilitonen als „Kümmeltürke“, welche aus der näheren Umgebung der Universitätsstadt stammten „und denen ihre Mütter regelmäßig Essen brachten, wenn sie nicht gar noch zu Hause wohnten“. In der Gegend um Halle wurde seinerzeit viel Kümmel angebaut; außerdem war Kümmel ein Studentenwort für ‚Lebensmittel‘.
Damit war der Kümmeltürke auch im 18. Jahrhundert ein Abgrenzungswort. So blickten die Kommilitonen verächtlich auf die wohl versorgten Kümmeltürken herab, insbesondere nachdem viele Studenten auch damals den Sinn des Studiums darin sahen, die Heimat zu verlassen und selbständiger zu werden. „So waren Kümmeltürken entweder die Trägen oder diejenigen, die zu arm waren, um einen eigenen Hausstand fern der Heimat zu gründen.“
Die Bezeichnung rührt daher, dass die Gegend um die Stadt Halle, wo dieser Ausdruck entstanden ist, früher als Kümmeltürkei bezeichnet wurde. Dies hing zum einen damit zusammen, dass dort damals viel Kümmel angebaut wurde, und zum anderen, dass als Türkei zu jener Zeit auch andernorts Landstriche in Deutschland bezeichnet wurden, die trostlos und wenig erbaulich waren.
Anfang des 19. Jahrhunderts wurde mit dem Begriff allgemein ein Student bezeichnet, „dessen Heimat nicht über 2 Meilen entfernt ist“ (etwa 15 km).
Neben dieser Bedeutung bezeichnet das Wort in der Umgangssprache einen Großsprecher oder Sonderling.

## Jüngere Bedeutung
Deutungen, bei einem Kümmeltürken handle es sich um einen Menschen türkischer Herkunft, sind auf falsche Mutmaßungen über die Bedeutung des Wortes zurückzuführen. Sie verbreiteten sich nach dem Anwerbeabkommen zwischen der Bundesrepublik Deutschland und der Türkei und der damit einhergehenden Einwanderung aus der Türkei in die Bundesrepublik Deutschland dennoch in den 1970er-Jahren als Schimpfwort. Ein Motiv für die damalige Verwendung des Begriffs ist die Ironisierung der Häufung des Buchstabens Ü in der türkischen Sprache. Die niederländische Polit-Rockband Bots thematisierte den Ausdruck Kümmeltürke in seiner ausländerfeindlichen Bedeutung 1980 in dem Lied Ali auf der LP Aufstehn. In Österreich ist der Ausdruck für Ausländer noch gebräuchlich, ebenso in verschiedenen deutschen Gegenden, zum Beispiel dem Ruhrgebiet.
In Berlin und Umgebung wird Kümmeltürke unter anderem auch in verstärkenden Vergleichen angewendet. So „schuftet“ man zum Beispiel „wie ein Kümmeltürke“ oder man „säuft wie ein Kümmeltürke“.